# Het gevaarlijke venster
Het gevaarlijke venster is een sprookjesachtig jeugdboek geschreven door Tonke Dragt. Het boek wordt uitgegeven door Uitgeverij Leopold. Het speelt in het land van Unauwen, een door Dragt verzonnen land, bekend uit de boeken over Tiuri (De brief voor de koning en Geheimen van het Wilde Woud).
In het boek staan twee sagen over ridder Marwen, heer van het slot Iduna: Het gevaarlijke venster, een sage in het Rijk van Koning Unauwen en Het koude huis, een spookachtig reisavontuur. (Deze verhalen werden eerder gepubliceerd in de bundel Het gevaarlijke venster en andere verhalen.)

## Inhoud
Het Gevaarlijke Venster, een sage in het Rijk van Koning Unauwen
Ridder Marwen wil een burcht bouwen op de reusachtige rots aan de westkust, ten noorden van de Witte Baai in het land van Unauwen. Op de rots bleek echter niets te bouwen. Elke steen bij dag opgestapeld rolde 's nachts weer van de rots af. Op een avond spreekt ridder Marwen de Geest van Rots, welke hij als de duivel herkent. Toch sluit hij een pact met de Geest. Deze bouwt een kasteel dat de eeuwen zal kunnen trotseren, maar plaatst 1 venster voor hem zelf, en zal de ziel mogen opeisen van de eerste persoon die er een blik door werpt.
Het koude huis, een spookachtig reisavontuur
Het gevaarlijke venster lokt ridder Marwen de zee op naar de gevaarlijke noordelijke eilanden. De reis is lang en vraagt zware offers.